# Андреєвщинська сільська рада
Андреєвщинська сільська рада — (біл. Андрэеўшчынскі сельсавет), адміністративно-територіальна одиниця в складі Оршанського району розташована в Вітебської області Білорусі. Адміністративний центр — Андреєвщина.
Андреєвщинська сільська рада зорганізована 8 квітня 2004 року і розташована на півночі Білорусі, у південно-східній частині Вітебської області орієнтовне розташування — супутникові знимки [Архівовано 8 січня 2016 у Wayback Machine.], межує із районним центром Орша.
До складу сільради входять такі населені пункти:
- Андрєеєвщина (Андрэеўшчына)
- Анібалєво (Анібалева)
- Берестеново (Берасьценава)
- Велика Митьковщина (Вялікая Міцькаўшчына)
- Кудаєво (Кудаева)
- Митьковщина (Міцькаўшчына)
- Придняпров'є (Прыдняпроўе)
- Солов'є (Салоўе)